# Homai Vyarawalla
Homai Vyarawalla, connue également sous le pseudonyme de Dalda 13 (née le 9 décembre 1913 à Navsari, dans le Gujarat, en Inde et morte le 15 janvier 2012 à Vadodara) est une photographe et photojournaliste indienne, considérée comme la première femme photojournaliste en Inde.
En 2011, elle a été décorée de la Padma Vibhushan, la seconde plus haute distinction civile, accordée par le gouvernement indien pour services exceptionnels rendus à la nation.

## Biographie
Née dans une famille d’origine parsie, Homai Vyarawalla est élevée à Bombay. Elle étudie à l'université de Bombay et suit des études artistiques à la Sir Jamsetjee Jeejebhoy School of Art (en).
Elle commence sa carrière de photographe en 1938 pour le Bombay Chronicle, avant de partir s'installer à Delhi en 1942.
Elle était présente le 15 août 1947 lorsque le drapeau tricolore a été hissé pour la première fois au Fort Rouge de Delhi, construit par l'empereur moghol, Shah Jehan. Elle a documenté les derniers jours de l'Empire britannique indien, et la naissance et la croissance de l'Inde comme nouvelle nation. Elle s'intéresse beaucoup à la vie sociale et politique de l'Inde indépendante. Proche de Nehru, dont elle fit l'un de ses sujets favoris, et qu'elle photographia à la fois dans sa vie publique et dans des moments d'intimitré avec sa fille Indira et ses petits enfants Rajiv et Sanjay, Homai Vyarawalla dit à propos de celui-ci qu'il avait : « un visage parfait pour un photographe. Une personnalité qui électrifiait toute l'atmosphère lorsqu'il entrait » .

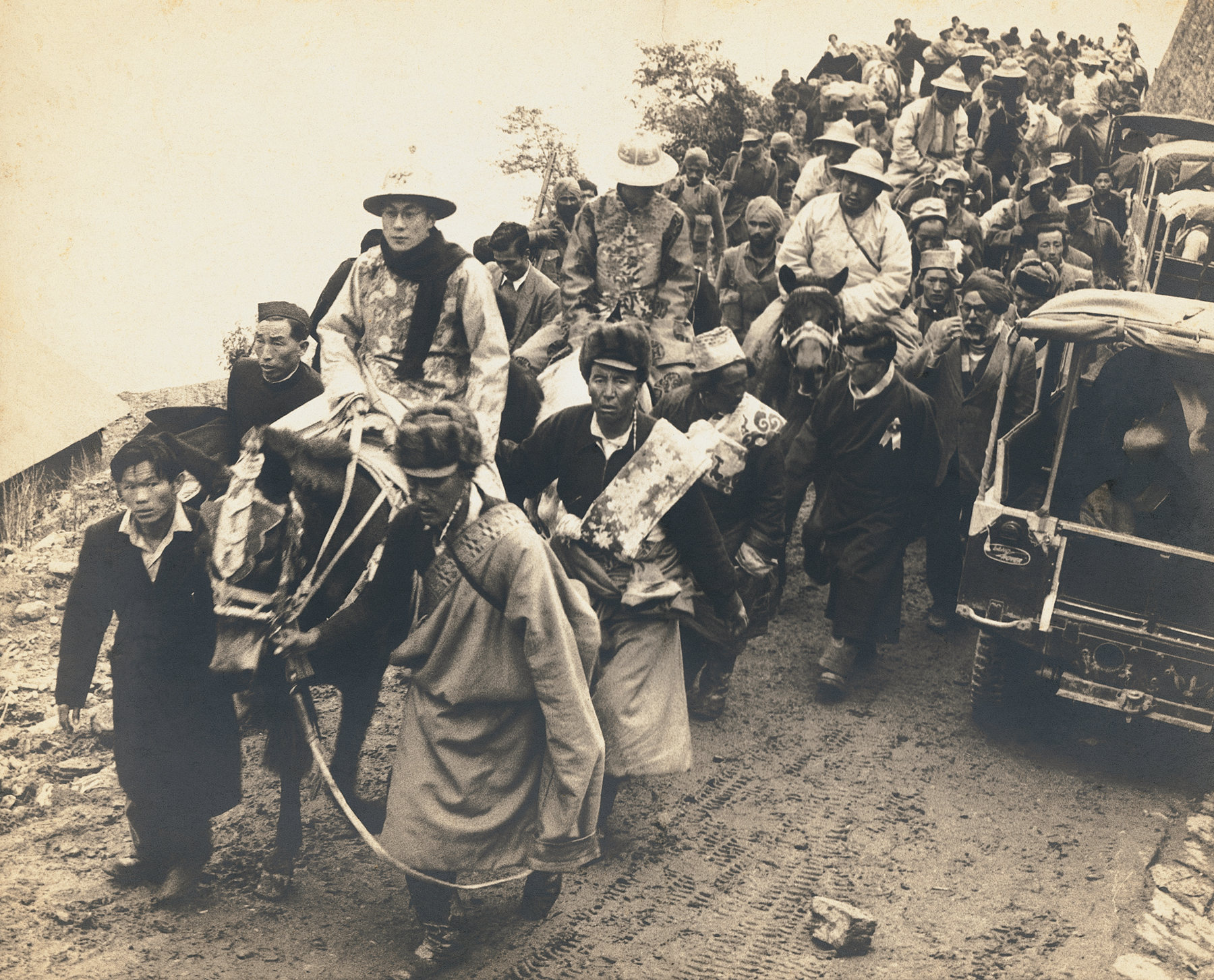
Le dalaï-lama en tenue de cérémonie entre en Inde par le Nathu La au Sikkim le 24 novembre 1956, photographe de Homai Vyarawalla.

Elle photographia pour Life Magazine le dalaï-lama quand il entra au Sikkim en Inde pour la première fois en 1956 par le Nathu La, réalisant des photos qu'elle estime précieuses.
Une exposition rétrospective de son œuvre a été présentée à la National Gallery of Modern Art de Delhi en 2011.

## Sources
- (en) Cet article est partiellement ou en totalité issu de l’article de Wikipédia en anglais intitulé « Homai Vyarawalla » (voir la liste des auteurs).